# Silene sclerophylla
Silene sclerophylla är en nejlikväxtart som beskrevs av Chowdh. Silene sclerophylla ingår i släktet glimmar, och familjen nejlikväxter. Inga underarter finns listade i Catalogue of Life.